# Гнилуха (Псковский район)
Гнилу́ха — деревня в Завеличенской волости Псковского района Псковской области России.

## География
Расположена в 6 км к западу от города Пскова, на реке Каменка.

## Население
| 2001 | 2002 | 2010 | 2014 |
| ---- | ---- | ---- | ---- |
| 39   | ↘32  | ↘30  | ↗43  |

Численность населения деревни составляла по оценке на конец 2000 года 39 жителей, по переписи 2010 года — 35 жителей.

## Галерея
- Вид на северо-западные окраины д. Гнилуха со стороны д. Наволок